# ケ・ブランリ美術館
ケ・ブランリ美術館（ケ・ブランリびじゅつかん、仏: Musée du quai Branly）は、パリ7区、セーヌ川のほとりのケ・ブランリー（ブランリー河岸）にある美術館である。ケ・ブランリー美術館とも表記する。
ミッテラン時代の1995年より計画が開始され、2006年6月23日に開館した。
この美術館はアフリカ、アジア、オセアニア、南北アメリカの固有の文明・文化・芸術を扱っており、収蔵品は30万点に及ぶ。

## 経緯
この美術館を構想したのは、「原始美術」（プリミティブ・アート）の研究者・コレクターで原始美術についての著書も出版していたジャック・ケルシャシュ（Jacques Kerchache）であった。彼がルーブル美術館に原始美術部門を開設させようと運動し新聞にもその必要を寄稿をしていた1990年、パリ市長のジャック・シラクと会い意気投合した。
シラクが大統領となると、ルーブル美術館に原始美術部門を作る準備を始めさせ、同時に原始美術専門館の建設構想も開始した。シラクはジョルジュ・ポンピドゥ大統領がポンピドゥ・センターを作り、ミッテラン大統領がオペラ・バスティーユなどグラン・プロジェを推進したように、この計画を強力に推進し、自身の在任中の代表的な文化プロジェクトにしようとした。

## 建築と収蔵品
ガラス張りで色とりどりの箱が突き出たような建物を設計したのはジャン・ヌーヴェルである。また、熱帯を思わせる美術館周囲の庭園はランドスケープ・アーキテクトのジル・クレモンの、建物外壁に植物が植えられた「生きた壁」は美術家・造園家のパトリック・ブラン（Patrick Blanc）の設計による。
所蔵品はヨーロッパ以外の世界の、古代から現代に至る美術品・民具・衣服・装飾品などである。これらはパリの人類博物館にあった民族学資料30万点と、国立アフリカ・オセアニア美術館にあった民族美術コレクション3500点からなる。巨大な内部空間には壁はなく、展示品はアフリカ・アジア・オセアニア・アメリカ各地域にゾーン分けされている。また写真、映像、音楽、文章など様々なメディアで諸民族の文化を紹介している。また常設展示以外にも館内の一部や庭園を使った特別展も開催され、多彩な収蔵品からテーマごとに選ばれた美術品が展示される。

## 美術館を巡る論争

Musée du Quai Branly

ケ・ブランリ美術館建設を巡っては多くの反対や論争に直面した。この美術館のもとになったコレクションは、人類博物館の「研究資料」であったものと、国立アフリカ・オセアニア美術館の「美術品」であったものだが、こうした民族資料を人文科学研究の対象物とみるか、美的観点から展示・鑑賞するかで両者に対立があった。特に人類博物館は研究資料が新美術館へ分散してしまうことや民族資料の扱い方の方針に抵抗し、1999年には職員によるストが起こった。
各民族の作ったものは、ケ・ブランリ美術館が主張するように芸術に属するものか、それとも考古学や民族学の資料に属するものか、また「原始美術」とはどのような時代のどのような地域の人々が作るものかといった基本的な問題についての論争も美術館建設に伴って再燃し、今もなお続いている（たとえば現代のオーストラリアのアボリジニ芸術家による作品が、今のオーストラリアの政治的文化的文脈から出た現代美術としてではなく、原始美術の一種として展示されていることに対するオーストラリア人からの批判）。また世界全域の膨大な民族の品物を等しく展示することはスペースの関係上不可能であるが、自国の文化が軽視されているといった不満もある（たとえばカナダのケベック州の人々は、カナダの展示品がほんの数点しかないことに抗議運動を起こした）。その他、美術館の建設経緯、基本方針、建設費に対する批判も起こった。

## 交通
住所は37, quai Branly - portail Debilly, 75007 Paris。
- パリ地下鉄6号線 ビラケム駅(Bir-Hakeim)下車
- RER C線 ポン・ドゥ・ラルマ駅(Pont de l'Alma)下車
- パリ地下鉄9号線 イエナ駅(Iéna)下車後、ドゥビリ橋を渡る